# Per Bolstad
Per Martin Ludvig Bolstad (* 28. Juni 1875 in Ålesund; † 19. März 1967 ebenda) war ein norwegischer Komponist und Violinist.

## Leben

Denkmal für Per Bolstad in Ålesund

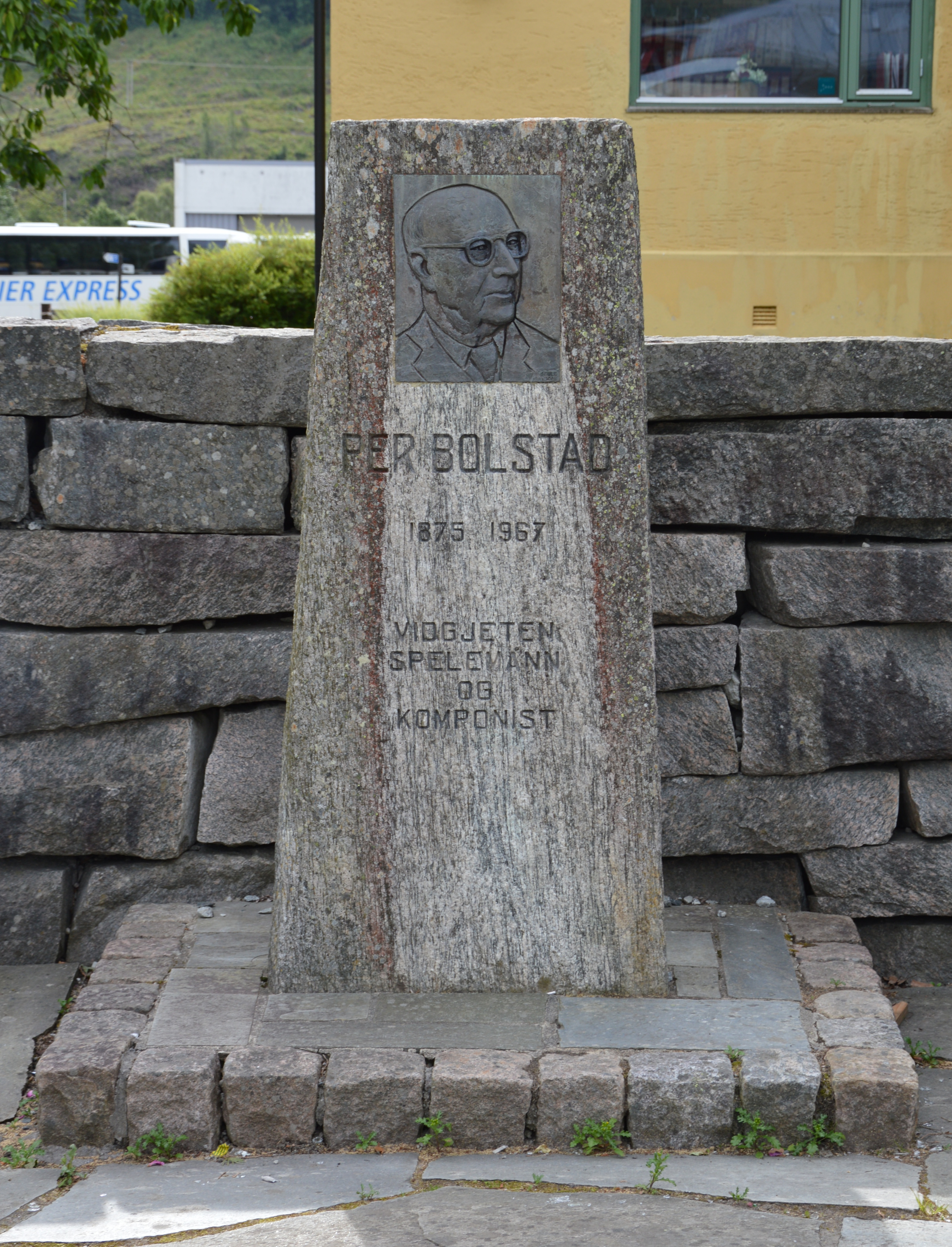
Denkmal in Stryn

Bolstad wurde als Sohn des Musikers Per Mathiasen Bolstad (1833–1910) und Ragnhild Nikoline Roald (1845–1905) geboren. Schon als Vierjähriger begann er Geige zu spielen. Mit sechs konnte er Noten lesen. Sein erster Lehrer war ein Organist seiner Heimatstadt, der jedoch bald, Bolstad war erst sechs, starb. Sein Vater übernahm dann die weitere Ausbildung. Noch vor seinem 15. Geburtstag hatte er sein erstes Werk komponiert. Mit 15 Jahren gründete er sein erstes Orchester. Musikalisch orientierte er sich an deutschen Musiktraditionen, entwickelte dann jedoch eine neue norwegische Tanzmusik. Im 20. Jahrhundert komponierte er eine Vielzahl von Werken und trat an vielen Orten in Norwegen und Skandinavien auf. Er schuf fast 600 Melodien. Besonders bekannt wurde der Walzer Fagre Stryn. Bekannt wurde Bolstad insbesondere auch durch Radiosendungen. Ab 1928 erkrankte Bolstad an einem Augenleiden und erblindete nach einiger Zeit.
Bolstad war mit Sofie Rødseth (1871–1955) verheiratet. 1899 ging aus der Ehe der Sohn Per Bolstad junior hervor, der ebenfalls ein begabter Violinist war. Er wurde von seinen Eltern gemanagt, die ihn auch auf Konzertreisen nach Budapest und nach Amerika begleiteten. Per Bolstad junior verstarb jedoch überraschend im Jahr 1931. Sein zweiter jüngerer Sohn Einar Bolstad, war ein Musiker und Komponist, der in Bergen lebte und 1986 starb.
Per Bolstads Heimatstadt Ålesund sowie die Gemeinde Stryn setzten ihm zu Ehren Denkmale.

## Werke (Auswahl)
- Lette bygdeslåttar, 1927.
- Slåttar frå gamle dage, 1928.
- Slåtter i gammel stil, 1946–57.